# Hermesíanax de Colofó (atleta)
Hermesíanax (en grec antic: Ἐρμησιάναξ, Hermēsiànax), fill d'Agoneu, fou un atleta de l'antiga Grècia natural de Colofó, al qual els seus conciutadans van erigir una estàtua en motiu de la seva victòria a Olímpia en la disciplina de lluita. No és probable que sigui la mateixa persona que el poeta Hermesíanax, atès que Pausànies no fa referència a cap activitat esportiva seva.